# Нурлыкент
Нурлыкент (каз. Нұрлыкент, до 2007 г. — Бурнооктябрьское) — село в Жуалынском районе Жамбылской области Казахстана. Административный центр сельного округа Нурлыкент. Находится на берегу Терис-Ащыбулакского водохранилища, примерно в 7 км к северо-востоку от села им. Бауыржана Момышулы, административного центра района. Код КАТО — 314243100.

## Население
В 1999 году численность населения села составляла 3057 человек (1622 мужчины и 1435 женщин). По данным переписи 2009 года, в селе проживало 3646 человек (1862 мужчины и 1784 женщины).

## История
До 1924 года сел назывался Бурно-Ивановское.

## Известные жители и уроженцы
- Лопухова, Пелагея Васильевна (1918—1999) — Герой Социалистического Труда.